# Wicklow Gap
Wicklow Gap (en irlandais : Bearna Chill Mhantáin) est un des deux cols traversant les montagnes de Wicklow d'est en ouest. Il se situe à 478 mètres d'altitude, ce qui en fait le second plus haut col routier du pays, dans le comté de Wicklow en Irlande. Il est emprunté par la route R756 et permet d'accéder au sommet de Turlough Hill au sud.